# Maybole
Maybole, schottisch-gälisch Am Magh Baoghail, ist eine Ortschaft in der schottischen Council Area South Ayrshire. Sie liegt rund 15 Kilometer südlich von Ayr und 20 Kilometer nördlich von Girvan im Zentrum der historischen Region Carrick.

## Geschichte
Außerhalb von Maybole entstand im 13. Jahrhundert das Benediktinerkloster Crossraguel Abbey. Es wurde nach der schottischen Reformation im 16. Jahrhundert aufgegeben. Die Geschichte Mayboles ist mit dem Clan Kennedy verquickt. Ihr Sitz als Earls of Cassillis war das nahegelegene Cassillis Castle. 1371 ließ John Kennedy mit der späteren St Mary’s Church eine Marienkapelle in Maybole erbauen, die später zu einem Kollegiatstift ausgebaut wurde. 1516 wurde Maybole als Burgh installiert. Im frühen 17. Jahrhundert ließen die Kennedys Maybole Castle als Stadtsitz errichten. Älteren Datums ist das südlich gelegene Tower House Baltersan Castle.
Zu den bedeutenden Industriezweigen gehörten in der Vergangenheit die Schuhproduktion. So existierten im späten 19. Jahrhundert in Maybole fünf Schuhfabriken, die jährlich 200.000 Paar Schuhe produzierten. Des Weiteren wurden in Maybole landwirtschaftliche Geräte hergestellt. Heute pendeln viele Einwohner Mayboles in den Großraum Ayr. Im Jahre 1851 lebten 3862 Personen in Maybole. Innerhalb von 30 Jahren erhöhte sich die Zahl auf 4494. In der zweiten Hälfte des 20. Jahrhunderts schwankte die Einwohnerzahl Mayboles etwa um 4600. Zuletzt wurde im Jahre 2011 4760 Einwohner in Maybole gezählt. Im 19. Jahrhundert lebten zahlreiche irische Immigranten in den Ortschaften und bildeten beinahe die Bevölkerungsmehrheit.
Die Eltern des Dichters Robert Burns stammen aus Maybole. Ebenso der Künstler Robert MacBryde sowie der Jazztrompeter Tommy McQuater.

## Verkehr
Direkt an der A77 (Glasgow–Stranraer) gelegen, ist Maybole gut an das Fernstraßennetz angeschlossen. Des Weiteren verlaufen die B7023 sowie die B7024 durch die Ortschaft. Bereits im 19. Jahrhundert eröffnete die Maybole and Girvan Railway einen Bahnhof in Maybole. Später von der Glasgow and South Western Railway aufgekauft, ist der Bahnhof bis heute in Betrieb.

## Partnerstädte
Die Stadt Schotten in Hessen ist seit dem Jahr 2000 Partnerstadt von Maybole.

## Persönlichkeiten
- Tommy McQuater (1914–2008), Jazzmusiker